# Rivière des Cinq Outardes
La rivière des Cinq Outardes est un affluent de la rive sud-est de la rivière Takwa (versant de la rivière Rupert via le lac Mistassini), coulant dans la municipalité de Eeyou Istchee Baie-James, dans la région administrative du Nord-du-Québec, au Québec, au Canada.
La partie inférieure de la rivière coule au sud-est des monts Warwick-Steeves, Neale et du Tait.
 
La vallée de la rivière des Cinq Outardes est desservie indirectement par la route 167 (sens nord-sud) venant de Chibougamau qui emprunte la partie supérieure de la vallée de la rivière Takwa pour remonter vers le nord.
 
La surface de la rivière des Cinq Outardes est habituellement gelée de la fin octobre au début mai, toutefois la circulation sécuritaire sur la glace se fait généralement de la mi-novembre à la fin d'avril.

## Géographie
Les bassins versants voisins de la rivière des Cinq Outardes sont :
- côté nord : rivière Takwa, rivière Kapaquatche, rivière Chéno, lac Samuel, lac du Léotard ;
- côté est : rivière Témiscamie, lac Sylvio, lac Béthoulat, lac Caouachigamau, rivière Témis ;
- côté sud : lac Guérinet, ruisseau Tait, rivière Témiscamie, rivière Perdue (rivière Témiscamie), lac Mistassini, lac Albanel (anse La Galissonnière) ;
- côté ouest : ruisseau Tait, rivière Takwa, lac Clairy, lac Mistassini.

La rivière des Cinq Outardes prend sa source à l'embouchure d'un lac non identifié (longueur : 0,7 km ;altitude : 498 m) situé dans la réserve de Mistassini, près de la limite de la région administrative du Saguenay–Lac-Saint-Jean.
La source de la rivière des Cinq Outardes est située à :
- 4,8 m à l'ouest de la route 167 ;
- 10,4 km à l'ouest du cours de la rivière Témiscamie ;
- 14,5 km au sud-ouest du lac Béthoulat ;
- 5,8 km au nord de l'embouchure de la rivière des Cinq Outardes (confluence avec la rivière Takwa) ;
- 20,6 km au nord de l'embouchure de la rivière Takwa (confluence avec le lac Mistassini) ;
- 88,4 km au nord-est de l'embouchure du lac Mistassini (tête de la rivière Rupert) ;
- 144,5 km au nord-est du centre du village de Mistissini (municipalité de village cri).

À partir du lac de tête (lac non identifié), le courant de la rivière des Cinq Outardes coule sur 38,2 km généralement vers le Sud, dans le secteur au nord-est du lac Mistassini, entièrement en zone forestière, selon les segments suivants :
Partie supérieure de la rivière (segment de 17,1 km)
- 13,1 km vers le sud-ouest en parallèle (côté Sud-Est) à la rivière Takwa relativement en ligne droite dans le même sens que les stries de  l'écorce terrestre, jusqu'à la rive nord  du lac Samuel ;
- 4,0 km vers le sud en traversant le lac Samuel (longueur : 3,8 km ; élévation : 422 m), jusqu'à son embouchure ;

Partie inférieure de la rivière (segment de 21,1 km)
- 3,6 km vers le sud-est, en zigzaguant d'un lac à l'autre, puis en traversant le lac Jeanne (longueur : 2,5 km ; élévation : 417 m) sur 1,1 km, jusqu'à son embouchure ;
- 7,3 km vers le Sud, puis du sud-Ouest, notamment en traversant le lac Mabelle (longueur : 2,0 km ; élévation : 413 m) sur sa pleine longueur et le lac du Casse-Croûte (longueur : 0,5 km ; élévation : 410 m) sur sa pleine longueur, jusqu'à un lac formé par l'élargissement de la rivière ;
- 4,4 km vers du nord-est en longeant une île sur 1,5 km, jusqu'à un coude de rivière ;
- 1,4 km vers le nord jusqu'à une décharge (venant du nord-est) de lacs ;
- 3,3 km vers le nord-ouest jusqu'à la décharge (venant du sud-ouest) du lac Guérinet ;
- 1,1 km vers le nord-ouest, jusqu'au lac qui reçoit les eaux du ruisseau Tait (venant du sud-ouest)[2].

L'embouchure de la rivière des Cinq Outardes (confluence avec la rivière Takwa) est située à :
- 14,0 km au nord-est de l'embouchure de la rivière Takwa (confluence avec le lac Mistassini) ;
- 82,1 km au nord-est de l'embouchure du lac Mistassini (entrée de la baie Radisson et début de la rivière Rupert) ;
- 139,3 km au nord-est du centre du village de Mistissini (municipalité de village cri) ;
- 206,5 km au nord-est du centre-ville de Chibougamau ;
- 185,1 km au nord-est de l'embouchure du lac Mesgouez lequel est traversé par la rivière Rupert ;
- 429,4 km au nord-est de la confluence de la rivière Rupert et de la baie de Rupert[2].

La rivière des Cinq Outardes se déverse sur la rive sud-est de la rivière Takwa. De là le courant coule vers le sud-ouest sur 19,1 km en suivant le cours de la rivière Takwa jusqu'à son embouchure. Cette dernière se déverse au fond d'une baie de la rive nord-est du lac Mistassini, face à la Pointe Normandin et à l'Île Sainte-Marie ; cette baie est bordée au sud-est par la péninsule du Dauphin et au nord-ouest par la péninsule Ouachumiscau. À partir de l'embouchure de la rivière des Cinq Outardes, le courant traverse le lac Mistassini sur 78,1 km vers le sud-ouest, notamment en contournant la péninsule Ouachimiscau et en traversant la chaine d'îles enlignée vers le sud-ouest dans le sens du lac. Puis le courant emprunte le cours de la rivière Rupert laquelle fait d'abord une boucle vers le nord, puis coule généralement vers l'ouest jusqu'à la baie de Rupert.

## Toponymie
Le toponyme « rivière des Cinq Outardes » a été officialisé le 5 décembre 1968 à la Banque des noms de lieux de la Commission de toponymie du Québec, soit à la création de cette commission.